# Akcja Katolicka w II Rzeczypospolitej

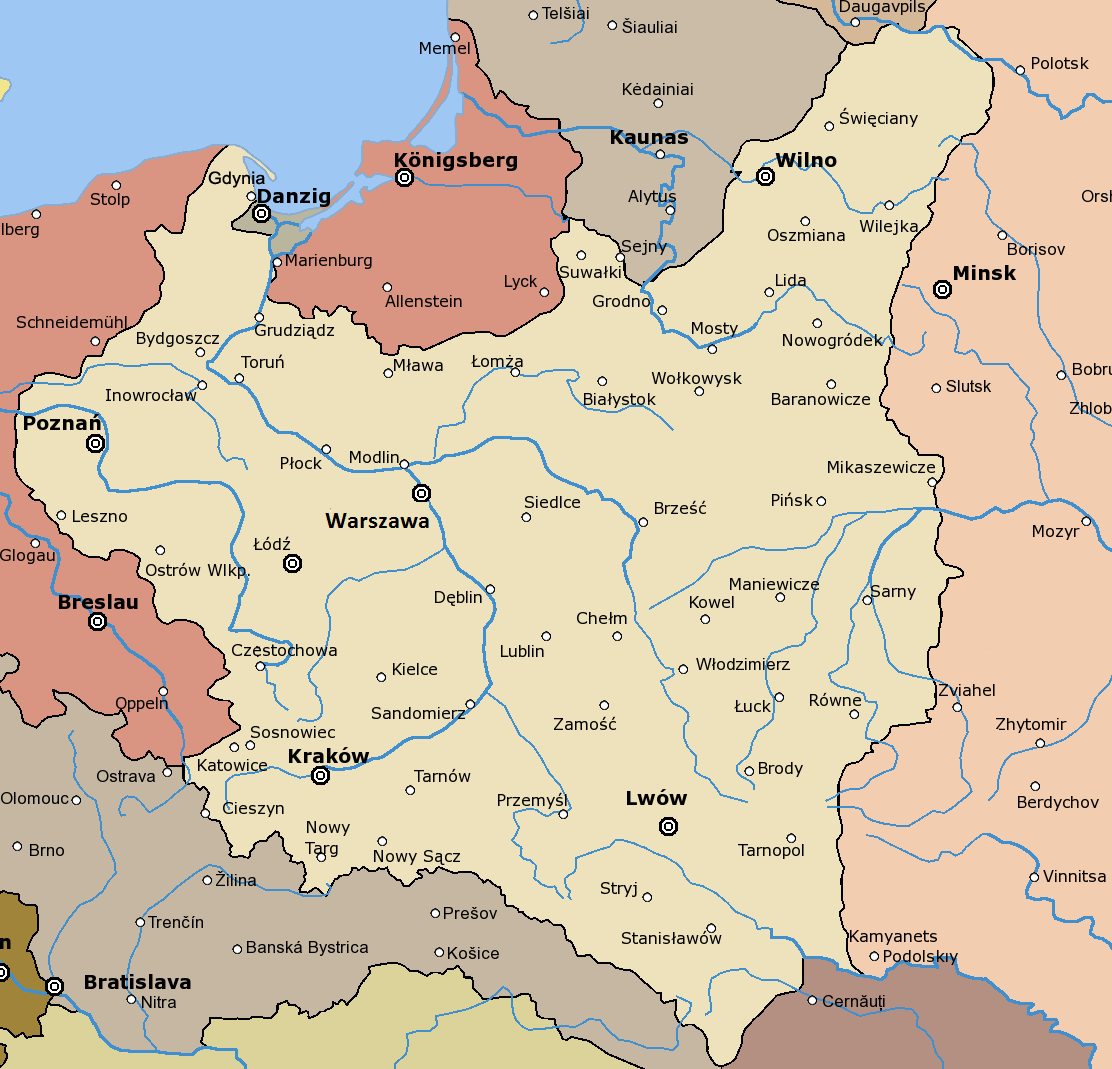
Mapa terenów II Rzeczypospolitej

Akcja Katolicka w II Rzeczypospolitej – Akcja Katolicka, która działała w Polsce w latach 1930-1939 jako element składowy międzynarodowego ruchu społeczno-politycznego zmierzającego do klerykalizacji życia w poszczególnych krajach w sferze społecznej, politycznej i kulturalnej.

## Powstawanie Akcji Katolickiej

### Początki
Po odzyskaniu niepodległości rozpoczęło się na ziemiach polskich tworzenie Akcji Katolickiej. Sytuacja była niezwykle trudna. Lata niewoli spowodowały znaczne różnice pod względem gospodarczym, społecznym i kulturalnym poszczególnych regionów. Jednak już w 1919 r. w niektórych diecezjach rozpoczęto prace duszpasterskie nad włączenie świeckich do pracy apostolskiej w skomplikowanym okresie początków niepodległego państwa polskiego.
Odbywało się to przede wszystkim w ramach Zjednoczenia Młodzieży Polskiej oraz w Lidze Katolickiej, powołanej przez ówczesnego biskupa krakowskiego księcia Adama Stefana Sapiehę. Ta pierwsza organizacja powstała jeszcze przed I wojną światową, a jej głównym celem było religijne wychowanie młodzieży i troska o jej poziom moralny. Natomiast Liga działalność swoją rozpoczęła w 1920 r. i zajmowała się budzeniem katolickiej świadomości oraz stosowaniem zasad katolickich w życiu poprzez np. popieranie prasy i wydawnictw katolickich, czuwanie nad duchem szkolnictwa i ustawodawstwa. Liga nie zdołała jednak wytworzyć jednego ośrodka centralnego i jednolitości organizacyjnej w całej Polsce.
Dopiero encyklika papieża Piusa XI Ubi arcano Dei wskazała na Akcję Katolicką jako organizację zdolną przeciwstawić się wrogom wiary i Kościoła katolickiego. Apostolstwo świeckich stało się wówczas ważnym elementem w działaniach polskiego Kościoła. W rezultacie w sierpniu 1926 r. w Warszawie miał miejsce Zjazd Katolicki, poświęcony wychowaniu młodzieży i kształtowaniu rodziny chrześcijańskiej. Skierował on do Episkopatu Polski petycję o zorganizowanie w całym kraju Ligi Polskiej. Apel ten motywowano faktem, że „Akcja Katolicka dotychczas w Polsce jeszcze nie jest jednolicie prowadzona i nie jest zespolona”. W odpowiedzi poszczególni biskupi polscy wydali listy pasterskie, powołujące Ligę Katolicką w swoich diecezjach.
We wrześniu 1928 r. utworzona została Komisja Episkopatu dla Akcji Katolickiej. W jej skład wszedł m.in. wówczas już arcybiskup krakowski Sapieha. Jej celem była koordynacja spraw związanych z powstaniem i rozwojem Akcji. Konferencja Episkopatu przeanalizowała stan religijny w Polsce i na początku 1929 r. był już gotowy tymczasowy projekt ustroju AK (brano pod uwagę typ włoski).
Ostatecznie decyzję utworzenia Akcji Katolickiej w Polsce przyspieszył list watykańskiego Sekretarza Stanu kardynała Pietro Gasparriego do kardynała Augusta Hlonda z kwietnia 1929 r. Gasparri podkreślał w nim rolę i konieczność powołania tej organizacji na ziemiach polskich. Wreszcie po dyskusji podczas Konferencji Episkopatu Polski w tym samym miesiącu, zadecydowano o utworzeniu AK w Polsce.
Na posiedzeniu we wrześniu 1929 r. Komisja Prawna Episkopatu Polski postanowiła założyć w Poznaniu główną centralę polskiej Akcji Katolickiej. W czerwcu 1930 r. otrzymała ona jednolity Statut konstytucyjny dla całego kraju, który w listopadzie zatwierdził papież Pius XI.
Także w listopadzie prymas August Hlond utworzył Naczelny Instytut Akcji Katolickiej (NIAK) z siedzibą w Poznaniu. Naczelnym asystentem został biskup Walenty Dymek, patronem obrano św. Wojciecha, a główną doroczną uroczystość wyznaczono na święto Chrystusa Króla. Na początku 1931 r. zaczął się ukazywać centralny organ Akcji – miesięcznik „Ruch Katolicki”. W latach 1930–1932 w poszczególnych diecezjach utworzono Diecezjalne Instytuty Akcji Katolickiej.

### Formowanie struktur
Utworzenie w latach 1930-1932 diecezjalnych instytutów Akcji Katolickiej było dopiero początkiem pracy nad formowaniem struktur i ludzi. Należało wprowadzić w życie idee AK, przekonać do niej wielu ludzi, nawet z kręgów hierarchii kościelnej, a także odpowiednio pokierować zapałem tych, którzy od wielu lat należeli do grona świeckich i aktywnie włączali się w życie Kościoła i stawali się prekursorami Akcji.
W lutym 1932 r. w Warszawie odbyła się Konferencja Plenarna Episkopatu poświęcona AK. Wziął w niej udział nuncjusz apostolski w Polsce arcybiskup Franciszek Marmaggi. Podkreślił on podczas obrad konieczność istnienia tutaj Akcji jako muru ochronnego przed masonerią i nawałą bolszewicką. Jednocześnie uczestnicy Konferencji zgodnie podkreślali trudności organizacyjne, a zarazem możliwości jej dalszego rozwoju i wprowadzenia jednakowej struktury organizacyjnej. Komisji Episkopatu do spraw AK zlecono opracowanie statutów i regulaminów dla asystentów kościelnych.
Równocześnie rząd polski przygotowywał ustawę, która mocno krępowała aktywność organizacji i związków społecznych, dając państwu szerokie prerogatywy w zakresie nadzoru nad ich działalnością. Uderzało to w Akcję Katolicką, a zwłaszcza Stowarzyszenie Młodzieży Polskiej. Mimo protestów ustawa weszła w życie w październiku 1932 r. Episkopat świadomy, jakie trudności i zagrożenia niosło nowe prawo, rozpoczął rozmowy ze stroną rządową w celu uregulowania podstaw prawnych organizacji katolickich. W ciągu 1933 r. trwały pertraktacje z rządem, w wyniku których udało się złagodzić negatywną wymowę ustawy. W styczniu 1934 r. wyszło rozporządzenie Rady Ministrów „O stowarzyszeniach służących katolickim celom religijnym i wyznaniowym”, które dawało znacznie szersze uprawnienia AK w stosunku do innych stowarzyszeń. Nowe ustalenia ułatwiały także stworzenie jednolitych organizacji krajowych z oddziałami diecezjalnymi i parafialnymi.
To wydarzenie przyspieszyło prace nad procesem centralizacji Akcji w Polsce. W dniu 19 czerwca 1934 r. Episkopat Polski zatwierdził statuty dla nowych organizacji, dokonując w ten sposób ujednolicenia organizacji AK na ziemiach polskich. W oparciu o nie powołano wkrótce, nawiązując do wzorca włoskiego, cztery związki ogólnokrajowe (zwane kolumnami):
- Katolicki Związek Mężów z siedzibą w Warszawie (KZM)
- Katolicki Związek Kobiet w Poznaniu (KZK)
- Katolicki Związek Młodzieży Męskiej (KZMM)
- Katolicki Związek Młodzieży Żeńskiej w Poznaniu (KZMŻ)

Organizacje te były trzystopniowe: związki obejmowały cały kraj, stowarzyszenia działały w poszczególnych diecezjach, a w parafiach istniały oddziały stowarzyszeń.
Akcję Katolicką zorganizował także Kościół greckokatolicki w Polsce. Siedziba Generalnego Instytutu Akcji Katolickiej mieściła się we Lwowie. Nie różniła się ona od AK w obrządku łacińskim. Także obrządek ormiański w Polsce posiadał Akcję Katolicką, której główną siedzibą był również Lwów.
Podejmowano ciągłe próby takiej modyfikacji AK, aby jak najlepiej mogła służyć katolikom świeckim. W 1936 r. AK liczyła już ok. 660 tys. członków. Przed wybuchem II wojny światowej, która przerwała jej działalność, liczba ta wzrosła do 750 tys.
Liczne pisma wydawane przez młodzież szkolną w II Rzeczypospolitej, stanowiły jeden z elementów procesu wychowawczego. Oprócz dużych miast, gdzie działały bardziej znaczące szkoły, pisma takie ukazywały się także w mniejszych ośrodkach. W Świeciu nad Wisłą uczniowie gimnazjum zaczęli wydawać od 13 stycznia 1931 r. miesięcznik „Gregorianum”, który ukazywał się do 1939 r. Opiekunem grupy młodych osób tworzących pisemko był ksiądz Maksymilian Dunajski. Na łamach „Gregorianum” przedstawiano aktualne sprawy z działalności gimnazjum, przede wszystkim wyniki w kształceniu, działalność licznych kół zainteresowań, wyniki wyborów do samorządu szkolnego, przebieg i rezultaty różnorodnych zawodów sportowych. Swoje miejsce zajmowała również tematyka religijna. Prezentowane zagadnienia poruszały życie religijne miasta i powiatu oraz lokalnych organizacji i stowarzyszeń katolickich (KSMM i KSMŻ)

## Działania abpa Adama Sapiehy

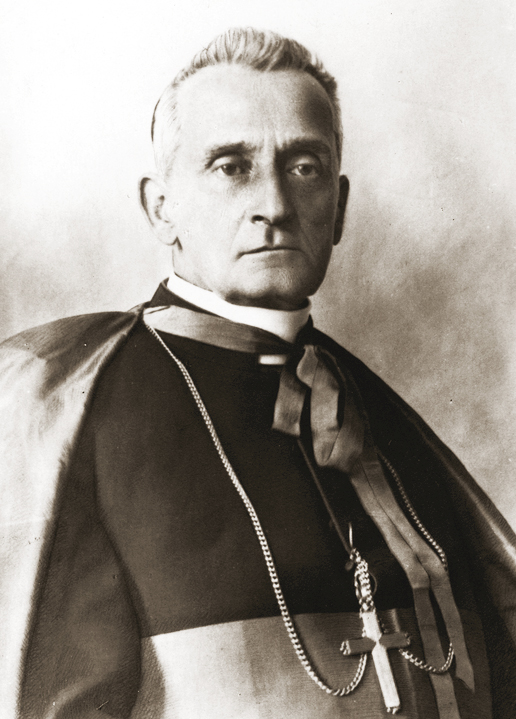
Adam Stefan Sapieha

Głównym protektorem AK był metropolita krakowski Adam Stefan Sapieha. Wnikliwie obserwował on sytuację religijną, polityczną i społeczną w Polsce i na świecie. Zdawał sobie sprawę, że wojna zburzyła stary porządek i trzeba budować nowy, który nie może być wrogi Kościołowi katolickiemu. W 1928 r. wszedł w skład powstałej Komisji Episkopatu Polski dla Akcji Katolickiej. Dzięki temu mógł na bieżąco czuwać nad pracami związanymi z AK i wpływać na jej kształt. Wielokrotnie wypowiadał się na ten temat na posiedzeniach Konferencji Plenarnej Episkopatu, w listach pasterskich, wystąpieniach, referatach. Z nich wyłaniał się jasny obraz Akcji, jej zadań i działalności.
W lutym 1932 r. podczas obrad specjalnej Konferencji Episkopatu Polski, poświęconej Akcji, nakreślił jej podstawy organizacyjne i zadania. Zwracał uwagę, że AK powinna uwzględniać charakter narodów i społeczeństw oraz stosunki miejscowe kraju. Za wzór stawiał włoski model Akcji. Podkreślał doniosłość współpracy ludzi świeckich z hierarchią kościelną w ramach AK. Wspólnym zadaniem miała być obrona i popieranie zasad wiary i Kościoła katolickiego. Przedstawił też własną definicję nowego stowarzyszenia: „jest to działalność zorganizowana, religijno – społeczna ludzi świeckich, jako współpraca z apostolstwem biskupów i kapłanów dla pogłębienia i szerzenia zasad wiary w sobie i w społeczeństwie; [jest] obroną religii i Kościoła”. Podkreślał, że członkowie Akcji muszą być wzorowymi, głęboko wierzącymi katolikami, a działacze katoliccy muszą przede wszystkim być wyrobieni duchowo i prowadzić życie prawdziwie chrześcijańskie.
W Akcji Katolickiej widział Sapieha ogromną szansę na zorganizowanie pracy nad młodzieżą. Na przykład w liście pasterskim na temat wychowania chrześcijańskiego z 1930 r. bardzo mocno podkreślał prawa Kościoła i rodziców do wychowania dzieci i młodzieży. Wskazywał też na obowiązek czuwania, aby wychowanie szkolne odpowiadało ich przekonaniom religijnym oraz sumieniu. Sapieha widział w Akcji niezwykłą szansę na zaktywizowanie laikatu i włączenie go do pracy ewangelizacyjnej Kościoła.